# Melitta melanura
Melitta melanura is een vliesvleugelig insect uit de familie Melittidae. De wetenschappelijke naam van de soort is voor het eerst geldig gepubliceerd in 1852 door Nylander.